# Lisa Unruh
Lisa Unruh (ur. 12 kwietnia 1988 w Berlinie) – niemiecka łuczniczka, mistrzyni świata i srebrna medalistka Igrzysk Olimpijskich w Rio de Janeiro.
Lisa Unruh rozpoczęła swoją karierę na arenie międzynarodowej w 2006 roku na Mistrzostwach Europy w łucznictwie, gdzie razem ze swoją drużyną zajęła czwarte miejsce. Zdobyła medale drużynowe na Halowych Mistrzostwach Europy i Świata oraz w Pucharze Świata w 2012 roku, a także indywidualny medal na Halowych Mistrzostwach Świata. W 2014 roku po raz pierwszy zakwalifikowała się do Pucharu Świata w Lozannie. Reprezentowała Niemcy na Letnich Igrzyskach Olimpijskich w 2016 roku w Rio de Janeiro, zdobywając srebrny medal. Jej srebrny medal był pierwszym indywidualnym medalem jaki jej kraj zdobył na Igrzyskach Olimpijskich w tej dziedzinie sportu. W 2017 roku Unruh zdobyła złoty medal na World Games we Wrocławiu.
Obecnie Lisa jest najbardziej znaną i utytułowaną niemiecką łuczniczką. Dwukrotnie została wyróżniona nagrodą Berlińskiego Sportowca Roku (w 2016 i 2018 roku).